# Estíbaliz Ruiz de Azua
María Estíbaliz Ruiz de Azua Fernández de Larrea (Vitoria, 11 de diciembre de 1968) es una periodista vasca. Primera presidenta de la Junta Administrativa de Gebara, concejo del municipio de Barrundia en Álava. 

## Biografía
Estibaliz Ruiz de Azua nació en Vitoria en 1968. Es licenciada en Periodismo por la Universidad del País Vasco, Máster en Protocolo, Máster en Gestión de la Comunicación Política y Electoral; y Especialista en Comunicación, Protocolo y Relaciones Públicas.

### Trayectoria profesional
Inició su carrera profesional en la Cadena Ser-Vitoria en 1992 siendo presentadora y conductora de distintos programas como “Hoy Por Hoy Vitoria”, “Primera Plana” o “El Dominical”.
Desde 2001 forma parte de la plantilla de EITB (Euskal Irrati Telebista), colaborando como moderadora y presentadora del programa de televisión semanal “Políticamente Incorrecto” primero, como presentadora del informativo diario “Teleberri 1” después, así como presentadora del programa de documentales “Mundo Punto Hoy”, y finalmente como presentadora del informativo “Teleberri Fin de Semana” de EITB. Es colaboradora en los periódicos “Deia” y “Diario Noticias de Álava”.
En septiembre de 2021, tras 20 años presentando Teleberri, abandona ETB y pasa a presentar en Radio Euskadi y Radio Vitoria, el magazine de tarde Distrito Euskadi. En julio de 2023 termina su etapa presentando dicho programa. Actualmente es redactora de Radio Euskadi desde Vitoria. 

### Trayectoria política
En 2013 fue la primera mujer en ser elegida regidora-presidenta de la Junta Administrativa de Gebara, concejo del municipio de Barrundia (Álava), cargo que renueva en las elecciones a concejos de 2017.

## Premios y reconocimientos
- 2017 – Pregonera de las fiestas de San Prudencio y Nuestra Señora de Estíbaliz como reconocimiento a su carrera en los medios audiovisuales y su valía a la hora de dar voz a las necesidades de la zona rural del Territorio Histórico de Álava.[8][4][9]
- 2014 – Madrina de Honor de la Carrera de la Mujer en Vitoria como ejemplo de la lucha contra el cáncer.[10]